# Branche albertine

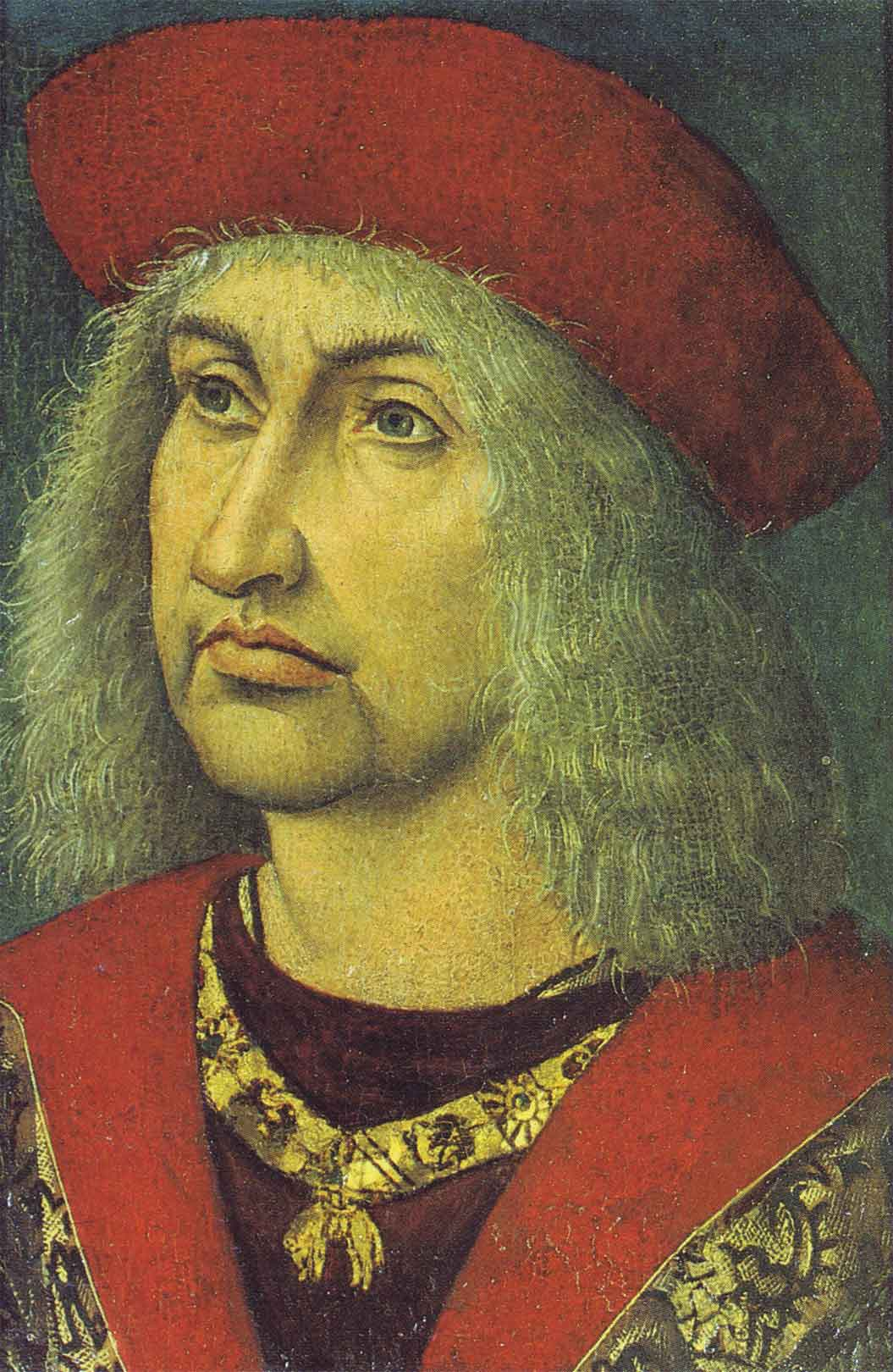
Portrait d'Albert l'Intrépide, fondateur de la branche albertine (XVe siècle).

La branche albertine est la branche cadette de la dynastie princière des Wettin qui régna sur le duché, l'électorat puis le royaume de Saxe de 1485 à 1918. Elle tire son nom de son ancêtre, le duc Albert l'Intrépide.

## Origine
Après la mort de l'électeur Frédéric II de Saxe en 1464, le pouvoir sur les pays saxons est exercé conjointement par ses deux fils Ernest (1441-1486) et Albert III (1443-1500). En 1482, ils ont également acquis le territoire du landgraviat de Thuringe, patrimoine de leur oncle paternel Guillaume III de Saxe, landgrave de Thuringe sous le nom de Guillaume II, décédé sans postérité masculine. 
Cependant, les frictions et querelles entre les frères ont donné lieu à un acte de partage conclu le 26 août 1485 à Leipzig : Albert et ses descendants ont obtenu le nouveau duché de Saxe autour la résidence de Dresde, tandis que l'aîné, Ernest, maintient la dignité électorale liée à l'ancien duché de Saxe-Wittemberg et devint le fondateur de la branche ernestine des Wettin.
Albert a accédé au titre de duc de Saxe régnant sur les domaines de Misnie, l'Osterland et le nord de la Thuringe. Il épousa en 1459 la princesse Sidonie de Poděbrady (1449-1510), fille du roi Georges de Bohême, qui lui donna neuf enfants, dont : 
- Catherine de Saxe (1468-1524) qui épousa l'archiduc Sigismond d'Autriche ;
- Georges de Saxe dit Georges le Barbu (1471-1539), duc de Saxe ;
- Henri IV de Saxe dit Le Pieux (1473-1541), duc de Saxe ;
- Frédéric de Saxe (1474-1510), grand maître de l'ordre Teutonique.

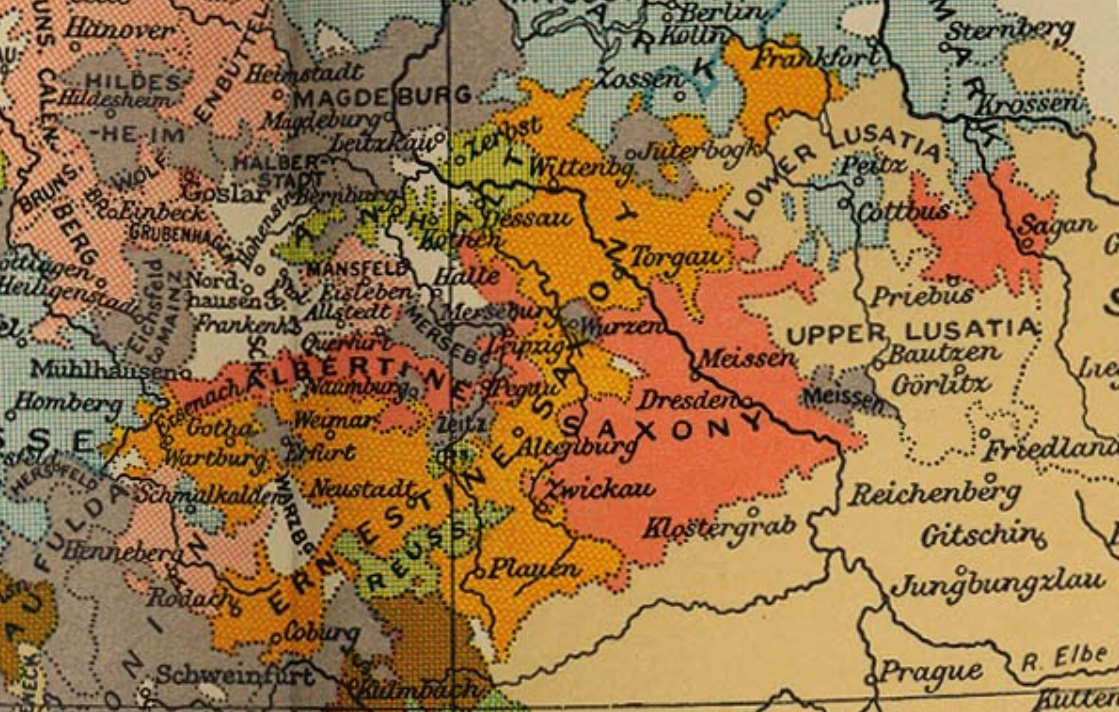
La Saxe ernestine et albertine, après la division de 1485.

Lorsque l'électeur ernestin Frédéric III de Saxe a soutenu la Réforme protestante, son cousin albertin Georges le Barbu s'employa à empêcher la propagation de la nouvelle religion dans ses terres. C'est son frère cadet Henri qui, à la requête de son épouse Catherine de Mecklembourg, a affirmé son soutien au protestantisme.

## L'acquisition de la dignité électorale
Les représentants de la branche albertine, ducs de Saxe, prirent de plus en plus de pouvoir au détriment de la branche ernestine. En 1546, le fils de Henri le Pieux, Maurice de Saxe (1521-1553), bien qu'il ait été protestant, se range aux côtés de l'empereur Charles Quint contre les princes de la ligue de Smalkalde. Après leur défaite dans la bataille de Mühlberg l'année suivante, il reçoit de l'empereur la dignité électorale de Saxe et une grande partie des pays ernestins. 
À partir de là, la branche albertine a été la lignée directrice de la maison de Wettin. Leurs membres furent électeurs de Saxe de 1547 à 1806. La branche elle-même compte plusieurs rameaux cadets, fondés en 1652 par disposition de l'électeur Jean-Georges Ier en apanage pour ses fils cadets : 
- celui des ducs de Saxe-Weissenfels, éteint en 1746 ;
- celui des ducs de Saxe-Mersebourg, éteint en 1738 ;
- celui des ducs de Saxe-Zeitz, éteint en 1718.

## Rois de Pologne, rois de Saxe

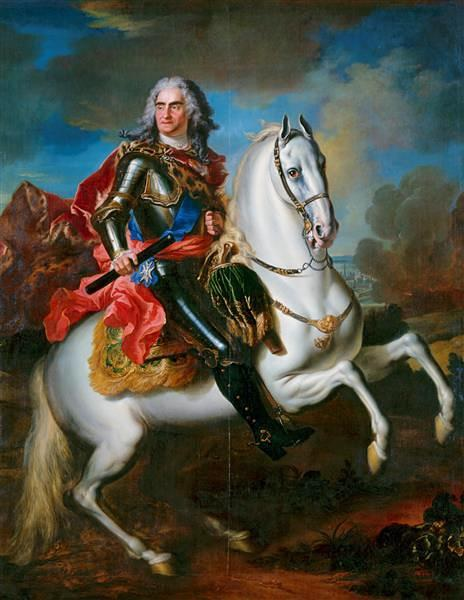
Auguste le Fort, roi de Pologne, électeur de Saxe.

À partir de 1697, l'électeur Frédéric-Auguste le Fort (1670-1733) et son fils Frédéric-Auguste II (1696-1763) furent en même temps rois de Pologne en alternance avec Stanislas Leszczynski. Après la guerre de Sept Ans, toutefois, les Wettin sombrèrent dans l'insignifiance. En 1791, le petit-fils de Frédéric-Auguste II, l'électeur Frédéric-Auguste III, est à nouveau élu roi de Pologne, mais il a dû rejeter la couronne fà la suite des partages de la Pologne.
Le 20 décembre 1806, l'empereur Napoléon Ier fait Frédéric-Auguste III roi de Saxe. À la suite des traités de Tilsit, il a également été nommé duc de Varsovie. Par la suite, il resta fidèle à la cause de Napoléon : il en fut sanctionné par la perte d'un tiers de ses États, qui revinrent à la Prusse en donnant naissance à la Saxe prussienne lors du congrès de Vienne en 1815. Le dernier souverain de la branche albertine, le roi Frédéric-Auguste III, a été renversé lors de la révolution allemande en 1918.

## Liste des représentants albertins

### Ducs de Saxe
- 1485–1500 : Albert l'Intrépide ;
- 1500–1539 : Georges le Barbu ;
- 1539–1541 : Henri le Pieux ;
- 1541–1547 : Maurice, électeur après 1547.

### Électeurs de Saxe
- 1547–1553 : Maurice ;
- 1553–1586 : Auguste ;
- 1586–1591 : Christian Ier ;
- 1591–1611 : Christian II ;
- 1611–1656 : Jean-Georges Ier ;
- 1656–1680 : Jean-Georges II ;
- 1680–1691 : Jean-Georges III ;
- 1691–1694 : Jean-Georges IV ;
- 1694–1733 : Frédéric-Auguste Ier le Fort ;
- 1733–1763 : Frédéric-Auguste II ;
- 1763 : Frédéric-Christian ;
- 1763–1806 : Frédéric-Auguste III le Juste, devient roi de Saxe en 1806 sous le nom de Frédéric-Auguste Ier.

### Rois de Saxe
- 1806–1827 : Frédéric-Auguste Ier le Juste ;
- 1827–1836 : Antoine le Bénin ;
- 1836–1854 : Frédéric-Auguste II ;
- 1854–1873 : Jean ;
- 1873–1902 : Albert ;
- 1902–1904 : Georges ;
- 1904–1918 : Frédéric-Auguste III, abdique en 1918.

## Titres portés par les représentants albertins
- Duc de Haute Autriche
- Duc de Basse Autriche
- Roi de Bohême
- Roi de Hongrie
- Roi de Croatie
- Margrave de Moravie
- Margrave de Lusace
- Duc de Silésie

## Branche albertine
|                                        |                                        |                                        |                                        |                                        |                                        |  |  |                                                       |                                                       |                                                       |                                                       |                                                       |                                                       |  |  |                                                                         |                                                                         |                                                                         |                                                                         |                                                                         |                                                                         |  |  | dynastie de Wettin                                              |                                                                 |                                                                 |                                                                 |                                                                 |                                                                 |  |  |                                                           |                                                           |                                                           |                                                           |                                                           |                                                           |  |  |                   |                   |                   |                   |                   |                   |  |  |
|                                        |                                        |                                        |                                        |                                        |                                        |  |  |                                                       |                                                       |                                                       |                                                       |                                                       |                                                       |  |  |                                                                         |                                                                         |                                                                         |                                                                         |                                                                         |                                                                         |  |  |                                                                 |                                                                 |                                                                 |                                                                 |                                                                 |                                                                 |  |  |                                                           |                                                           |                                                           |                                                           |                                                           |                                                           |  |  |                   |                   |                   |                   |                   |                   |  |  |
|                                        |                                        |                                        |                                        |                                        |                                        |  |  |                                                       |                                                       |                                                       |                                                       |                                                       |                                                       |  |  | Marguerite d'Autriche                                                   | Marguerite d'Autriche                                                   | Marguerite d'Autriche                                                   | Marguerite d'Autriche                                                   | Marguerite d'Autriche                                                   | Marguerite d'Autriche                                                   |  |  | Frédéric II de Saxe                                             | Frédéric II de Saxe                                             | Frédéric II de Saxe                                             | Frédéric II de Saxe                                             | Frédéric II de Saxe                                             | Frédéric II de Saxe                                             |  |  |                                                           |                                                           |                                                           |                                                           |                                                           |                                                           |  |  |                   |                   |                   |                   |                   |                   |  |  |
|                                        |                                        |                                        |                                        |                                        |                                        |  |  |                                                       |                                                       |                                                       |                                                       |                                                       |                                                       |  |  | Marguerite d'Autriche                                                   | Marguerite d'Autriche                                                   | Marguerite d'Autriche                                                   | Marguerite d'Autriche                                                   | Marguerite d'Autriche                                                   | Marguerite d'Autriche                                                   |  |  | Frédéric II de Saxe                                             | Frédéric II de Saxe                                             | Frédéric II de Saxe                                             | Frédéric II de Saxe                                             | Frédéric II de Saxe                                             | Frédéric II de Saxe                                             |  |  |                                                           |                                                           |                                                           |                                                           |                                                           |                                                           |  |  |                   |                   |                   |                   |                   |                   |  |  |
|                                        |                                        |                                        |                                        |                                        |                                        |  |  |                                                       |                                                       |                                                       |                                                       |                                                       |                                                       |  |  |                                                                         |                                                                         |                                                                         |                                                                         |                                                                         |                                                                         |  |  |                                                                 |                                                                 |                                                                 |                                                                 |                                                                 |                                                                 |  |  |                                                           |                                                           |                                                           |                                                           |                                                           |                                                           |  |  |                   |                   |                   |                   |                   |                   |  |  |
|                                        |                                        |                                        |                                        |                                        |                                        |  |  |                                                       |                                                       |                                                       |                                                       |                                                       |                                                       |  |  |                                                                         |                                                                         |                                                                         |                                                                         |                                                                         |                                                                         |  |  |                                                                 |                                                                 |                                                                 |                                                                 |                                                                 |                                                                 |  |  |                                                           |                                                           |                                                           |                                                           |                                                           |                                                           |  |  |                   |                   |                   |                   |                   |                   |  |  |
| Sidonie de Bohême                      | Sidonie de Bohême                      | Sidonie de Bohême                      | Sidonie de Bohême                      | Sidonie de Bohême                      | Sidonie de Bohême                      |  |  | Albert III                                            | Albert III                                            | Albert III                                            | Albert III                                            | Albert III                                            | Albert III                                            |  |  |                                                                         |                                                                         |                                                                         |                                                                         |                                                                         |                                                                         |  |  |                                                                 |                                                                 |                                                                 |                                                                 |                                                                 |                                                                 |  |  |                                                           |                                                           |                                                           |                                                           |                                                           |                                                           |  |  | Branche Ernestine | Branche Ernestine | Branche Ernestine | Branche Ernestine | Branche Ernestine | Branche Ernestine |  |  |
| Sidonie de Bohême                      | Sidonie de Bohême                      | Sidonie de Bohême                      | Sidonie de Bohême                      | Sidonie de Bohême                      | Sidonie de Bohême                      |  |  | Albert III                                            | Albert III                                            | Albert III                                            | Albert III                                            | Albert III                                            | Albert III                                            |  |  |                                                                         |                                                                         |                                                                         |                                                                         |                                                                         |                                                                         |  |  |                                                                 |                                                                 |                                                                 |                                                                 |                                                                 |                                                                 |  |  |                                                           |                                                           |                                                           |                                                           |                                                           |                                                           |  |  | Branche Ernestine | Branche Ernestine | Branche Ernestine | Branche Ernestine | Branche Ernestine | Branche Ernestine |  |  |
|                                        |                                        |                                        |                                        |                                        |                                        |  |  |                                                       |                                                       |                                                       |                                                       |                                                       |                                                       |  |  |                                                                         |                                                                         |                                                                         |                                                                         |                                                                         |                                                                         |  |  |                                                                 |                                                                 |                                                                 |                                                                 |                                                                 |                                                                 |  |  |                                                           |                                                           |                                                           |                                                           |                                                           |                                                           |  |  |                   |                   |                   |                   |                   |                   |  |  |
|                                        |                                        |                                        |                                        |                                        |                                        |  |  |                                                       |                                                       |                                                       |                                                       |                                                       |                                                       |  |  |                                                                         |                                                                         |                                                                         |                                                                         |                                                                         |                                                                         |  |  |                                                                 |                                                                 |                                                                 |                                                                 |                                                                 |                                                                 |  |  |                                                           |                                                           |                                                           |                                                           |                                                           |                                                           |  |  |                   |                   |                   |                   |                   |                   |  |  |
| Catherine de Mecklembourg              | Catherine de Mecklembourg              | Catherine de Mecklembourg              | Catherine de Mecklembourg              | Catherine de Mecklembourg              | Catherine de Mecklembourg              |  |  | Henri IV                                              | Henri IV                                              | Henri IV                                              | Henri IV                                              | Henri IV                                              | Henri IV                                              |  |  | Georges                                                                 | Georges                                                                 | Georges                                                                 | Georges                                                                 | Georges                                                                 | Georges                                                                 |  |  | Barbara Jagellon                                                | Barbara Jagellon                                                | Barbara Jagellon                                                | Barbara Jagellon                                                | Barbara Jagellon                                                | Barbara Jagellon                                                |  |  |                                                           |                                                           |                                                           |                                                           |                                                           |                                                           |  |  |                   |                   |                   |                   |                   |                   |  |  |
| Catherine de Mecklembourg              | Catherine de Mecklembourg              | Catherine de Mecklembourg              | Catherine de Mecklembourg              | Catherine de Mecklembourg              | Catherine de Mecklembourg              |  |  | Henri IV                                              | Henri IV                                              | Henri IV                                              | Henri IV                                              | Henri IV                                              | Henri IV                                              |  |  | Georges                                                                 | Georges                                                                 | Georges                                                                 | Georges                                                                 | Georges                                                                 | Georges                                                                 |  |  | Barbara Jagellon                                                | Barbara Jagellon                                                | Barbara Jagellon                                                | Barbara Jagellon                                                | Barbara Jagellon                                                | Barbara Jagellon                                                |  |  |                                                           |                                                           |                                                           |                                                           |                                                           |                                                           |  |  |                   |                   |                   |                   |                   |                   |  |  |
|                                        |                                        |                                        |                                        |                                        |                                        |  |  |                                                       |                                                       |                                                       |                                                       |                                                       |                                                       |  |  |                                                                         |                                                                         |                                                                         |                                                                         |                                                                         |                                                                         |  |  |                                                                 |                                                                 |                                                                 |                                                                 |                                                                 |                                                                 |  |  |                                                           |                                                           |                                                           |                                                           |                                                           |                                                           |  |  |                   |                   |                   |                   |                   |                   |  |  |
|                                        |                                        |                                        |                                        |                                        |                                        |  |  |                                                       |                                                       |                                                       |                                                       |                                                       |                                                       |  |  |                                                                         |                                                                         |                                                                         |                                                                         |                                                                         |                                                                         |  |  |                                                                 |                                                                 |                                                                 |                                                                 |                                                                 |                                                                 |  |  |                                                           |                                                           |                                                           |                                                           |                                                           |                                                           |  |  |                   |                   |                   |                   |                   |                   |  |  |
| Anne de Danemark                       | Anne de Danemark                       | Anne de Danemark                       | Anne de Danemark                       | Anne de Danemark                       | Anne de Danemark                       |  |  | Auguste Ier                                           | Auguste Ier                                           | Auguste Ier                                           | Auguste Ier                                           | Auguste Ier                                           | Auguste Ier                                           |  |  | Maurice                                                                 | Maurice                                                                 | Maurice                                                                 | Maurice                                                                 | Maurice                                                                 | Maurice                                                                 |  |  |                                                                 |                                                                 |                                                                 |                                                                 |                                                                 |                                                                 |  |  |                                                           |                                                           |                                                           |                                                           |                                                           |                                                           |  |  |                   |                   |                   |                   |                   |                   |  |  |
| Anne de Danemark                       | Anne de Danemark                       | Anne de Danemark                       | Anne de Danemark                       | Anne de Danemark                       | Anne de Danemark                       |  |  | Auguste Ier                                           | Auguste Ier                                           | Auguste Ier                                           | Auguste Ier                                           | Auguste Ier                                           | Auguste Ier                                           |  |  | Maurice                                                                 | Maurice                                                                 | Maurice                                                                 | Maurice                                                                 | Maurice                                                                 | Maurice                                                                 |  |  |                                                                 |                                                                 |                                                                 |                                                                 |                                                                 |                                                                 |  |  |                                                           |                                                           |                                                           |                                                           |                                                           |                                                           |  |  |                   |                   |                   |                   |                   |                   |  |  |
|                                        |                                        |                                        |                                        |                                        |                                        |  |  |                                                       |                                                       |                                                       |                                                       |                                                       |                                                       |  |  |                                                                         |                                                                         |                                                                         |                                                                         |                                                                         |                                                                         |  |  |                                                                 |                                                                 |                                                                 |                                                                 |                                                                 |                                                                 |  |  |                                                           |                                                           |                                                           |                                                           |                                                           |                                                           |  |  |                   |                   |                   |                   |                   |                   |  |  |
|                                        |                                        |                                        |                                        |                                        |                                        |  |  |                                                       |                                                       |                                                       |                                                       |                                                       |                                                       |  |  |                                                                         |                                                                         |                                                                         |                                                                         |                                                                         |                                                                         |  |  |                                                                 |                                                                 |                                                                 |                                                                 |                                                                 |                                                                 |  |  |                                                           |                                                           |                                                           |                                                           |                                                           |                                                           |  |  |                   |                   |                   |                   |                   |                   |  |  |
| Sophie de Brandebourg                  | Sophie de Brandebourg                  | Sophie de Brandebourg                  | Sophie de Brandebourg                  | Sophie de Brandebourg                  | Sophie de Brandebourg                  |  |  | Christian Ier                                         | Christian Ier                                         | Christian Ier                                         | Christian Ier                                         | Christian Ier                                         | Christian Ier                                         |  |  |                                                                         |                                                                         |                                                                         |                                                                         |                                                                         |                                                                         |  |  |                                                                 |                                                                 |                                                                 |                                                                 |                                                                 |                                                                 |  |  |                                                           |                                                           |                                                           |                                                           |                                                           |                                                           |  |  |                   |                   |                   |                   |                   |                   |  |  |
| Sophie de Brandebourg                  | Sophie de Brandebourg                  | Sophie de Brandebourg                  | Sophie de Brandebourg                  | Sophie de Brandebourg                  | Sophie de Brandebourg                  |  |  | Christian Ier                                         | Christian Ier                                         | Christian Ier                                         | Christian Ier                                         | Christian Ier                                         | Christian Ier                                         |  |  |                                                                         |                                                                         |                                                                         |                                                                         |                                                                         |                                                                         |  |  |                                                                 |                                                                 |                                                                 |                                                                 |                                                                 |                                                                 |  |  |                                                           |                                                           |                                                           |                                                           |                                                           |                                                           |  |  |                   |                   |                   |                   |                   |                   |  |  |
|                                        |                                        |                                        |                                        |                                        |                                        |  |  |                                                       |                                                       |                                                       |                                                       |                                                       |                                                       |  |  |                                                                         |                                                                         |                                                                         |                                                                         |                                                                         |                                                                         |  |  |                                                                 |                                                                 |                                                                 |                                                                 |                                                                 |                                                                 |  |  |                                                           |                                                           |                                                           |                                                           |                                                           |                                                           |  |  |                   |                   |                   |                   |                   |                   |  |  |
|                                        |                                        |                                        |                                        |                                        |                                        |  |  |                                                       |                                                       |                                                       |                                                       |                                                       |                                                       |  |  |                                                                         |                                                                         |                                                                         |                                                                         |                                                                         |                                                                         |  |  |                                                                 |                                                                 |                                                                 |                                                                 |                                                                 |                                                                 |  |  |                                                           |                                                           |                                                           |                                                           |                                                           |                                                           |  |  |                   |                   |                   |                   |                   |                   |  |  |
| Sibylle-Élisabeth de Wurtemberg        | Sibylle-Élisabeth de Wurtemberg        | Sibylle-Élisabeth de Wurtemberg        | Sibylle-Élisabeth de Wurtemberg        | Sibylle-Élisabeth de Wurtemberg        | Sibylle-Élisabeth de Wurtemberg        |  |  | Jean-Georges Ier                                      | Jean-Georges Ier                                      | Jean-Georges Ier                                      | Jean-Georges Ier                                      | Jean-Georges Ier                                      | Jean-Georges Ier                                      |  |  | Christian II                                                            | Christian II                                                            | Christian II                                                            | Christian II                                                            | Christian II                                                            | Christian II                                                            |  |  |                                                                 |                                                                 |                                                                 |                                                                 |                                                                 |                                                                 |  |  |                                                           |                                                           |                                                           |                                                           |                                                           |                                                           |  |  |                   |                   |                   |                   |                   |                   |  |  |
| Sibylle-Élisabeth de Wurtemberg        | Sibylle-Élisabeth de Wurtemberg        | Sibylle-Élisabeth de Wurtemberg        | Sibylle-Élisabeth de Wurtemberg        | Sibylle-Élisabeth de Wurtemberg        | Sibylle-Élisabeth de Wurtemberg        |  |  | Jean-Georges Ier                                      | Jean-Georges Ier                                      | Jean-Georges Ier                                      | Jean-Georges Ier                                      | Jean-Georges Ier                                      | Jean-Georges Ier                                      |  |  | Christian II                                                            | Christian II                                                            | Christian II                                                            | Christian II                                                            | Christian II                                                            | Christian II                                                            |  |  |                                                                 |                                                                 |                                                                 |                                                                 |                                                                 |                                                                 |  |  |                                                           |                                                           |                                                           |                                                           |                                                           |                                                           |  |  |                   |                   |                   |                   |                   |                   |  |  |
|                                        |                                        |                                        |                                        |                                        |                                        |  |  |                                                       |                                                       |                                                       |                                                       |                                                       |                                                       |  |  |                                                                         |                                                                         |                                                                         |                                                                         |                                                                         |                                                                         |  |  |                                                                 |                                                                 |                                                                 |                                                                 |                                                                 |                                                                 |  |  |                                                           |                                                           |                                                           |                                                           |                                                           |                                                           |  |  |                   |                   |                   |                   |                   |                   |  |  |
|                                        |                                        |                                        |                                        |                                        |                                        |  |  |                                                       |                                                       |                                                       |                                                       |                                                       |                                                       |  |  |                                                                         |                                                                         |                                                                         |                                                                         |                                                                         |                                                                         |  |  |                                                                 |                                                                 |                                                                 |                                                                 |                                                                 |                                                                 |  |  |                                                           |                                                           |                                                           |                                                           |                                                           |                                                           |  |  |                   |                   |                   |                   |                   |                   |  |  |
| Madeleine de Brandebourg-Bayreuth      | Madeleine de Brandebourg-Bayreuth      | Madeleine de Brandebourg-Bayreuth      | Madeleine de Brandebourg-Bayreuth      | Madeleine de Brandebourg-Bayreuth      | Madeleine de Brandebourg-Bayreuth      |  |  | Jean-Georges II                                       | Jean-Georges II                                       | Jean-Georges II                                       | Jean-Georges II                                       | Jean-Georges II                                       | Jean-Georges II                                       |  |  | Auguste (Fondateur de la branche Weißenfels, éteinte en 1746)           | Auguste (Fondateur de la branche Weißenfels, éteinte en 1746)           | Auguste (Fondateur de la branche Weißenfels, éteinte en 1746)           | Auguste (Fondateur de la branche Weißenfels, éteinte en 1746)           | Auguste (Fondateur de la branche Weißenfels, éteinte en 1746)           | Auguste (Fondateur de la branche Weißenfels, éteinte en 1746)           |  |  | Christian (Fondateur de la branche Merseburg, éteinte en 1738 ) | Christian (Fondateur de la branche Merseburg, éteinte en 1738 ) | Christian (Fondateur de la branche Merseburg, éteinte en 1738 ) | Christian (Fondateur de la branche Merseburg, éteinte en 1738 ) | Christian (Fondateur de la branche Merseburg, éteinte en 1738 ) | Christian (Fondateur de la branche Merseburg, éteinte en 1738 ) |  |  | Maurice (Fondateur de la branche Zeitz, éteinte en 1718 ) | Maurice (Fondateur de la branche Zeitz, éteinte en 1718 ) | Maurice (Fondateur de la branche Zeitz, éteinte en 1718 ) | Maurice (Fondateur de la branche Zeitz, éteinte en 1718 ) | Maurice (Fondateur de la branche Zeitz, éteinte en 1718 ) | Maurice (Fondateur de la branche Zeitz, éteinte en 1718 ) |  |  |                   |                   |                   |                   |                   |                   |  |  |
| Madeleine de Brandebourg-Bayreuth      | Madeleine de Brandebourg-Bayreuth      | Madeleine de Brandebourg-Bayreuth      | Madeleine de Brandebourg-Bayreuth      | Madeleine de Brandebourg-Bayreuth      | Madeleine de Brandebourg-Bayreuth      |  |  | Jean-Georges II                                       | Jean-Georges II                                       | Jean-Georges II                                       | Jean-Georges II                                       | Jean-Georges II                                       | Jean-Georges II                                       |  |  | Auguste (Fondateur de la branche Weißenfels, éteinte en 1746)           | Auguste (Fondateur de la branche Weißenfels, éteinte en 1746)           | Auguste (Fondateur de la branche Weißenfels, éteinte en 1746)           | Auguste (Fondateur de la branche Weißenfels, éteinte en 1746)           | Auguste (Fondateur de la branche Weißenfels, éteinte en 1746)           | Auguste (Fondateur de la branche Weißenfels, éteinte en 1746)           |  |  | Christian (Fondateur de la branche Merseburg, éteinte en 1738 ) | Christian (Fondateur de la branche Merseburg, éteinte en 1738 ) | Christian (Fondateur de la branche Merseburg, éteinte en 1738 ) | Christian (Fondateur de la branche Merseburg, éteinte en 1738 ) | Christian (Fondateur de la branche Merseburg, éteinte en 1738 ) | Christian (Fondateur de la branche Merseburg, éteinte en 1738 ) |  |  | Maurice (Fondateur de la branche Zeitz, éteinte en 1718 ) | Maurice (Fondateur de la branche Zeitz, éteinte en 1718 ) | Maurice (Fondateur de la branche Zeitz, éteinte en 1718 ) | Maurice (Fondateur de la branche Zeitz, éteinte en 1718 ) | Maurice (Fondateur de la branche Zeitz, éteinte en 1718 ) | Maurice (Fondateur de la branche Zeitz, éteinte en 1718 ) |  |  |                   |                   |                   |                   |                   |                   |  |  |
|                                        |                                        |                                        |                                        |                                        |                                        |  |  |                                                       |                                                       |                                                       |                                                       |                                                       |                                                       |  |  |                                                                         |                                                                         |                                                                         |                                                                         |                                                                         |                                                                         |  |  |                                                                 |                                                                 |                                                                 |                                                                 |                                                                 |                                                                 |  |  |                                                           |                                                           |                                                           |                                                           |                                                           |                                                           |  |  |                   |                   |                   |                   |                   |                   |  |  |
|                                        |                                        |                                        |                                        |                                        |                                        |  |  |                                                       |                                                       |                                                       |                                                       |                                                       |                                                       |  |  |                                                                         |                                                                         |                                                                         |                                                                         |                                                                         |                                                                         |  |  |                                                                 |                                                                 |                                                                 |                                                                 |                                                                 |                                                                 |  |  |                                                           |                                                           |                                                           |                                                           |                                                           |                                                           |  |  |                   |                   |                   |                   |                   |                   |  |  |
| Anne-Sophie de Danemark                | Anne-Sophie de Danemark                | Anne-Sophie de Danemark                | Anne-Sophie de Danemark                | Anne-Sophie de Danemark                | Anne-Sophie de Danemark                |  |  | Jean-Georges III                                      | Jean-Georges III                                      | Jean-Georges III                                      | Jean-Georges III                                      | Jean-Georges III                                      | Jean-Georges III                                      |  |  |                                                                         |                                                                         |                                                                         |                                                                         |                                                                         |                                                                         |  |  |                                                                 |                                                                 |                                                                 |                                                                 |                                                                 |                                                                 |  |  |                                                           |                                                           |                                                           |                                                           |                                                           |                                                           |  |  |                   |                   |                   |                   |                   |                   |  |  |
| Anne-Sophie de Danemark                | Anne-Sophie de Danemark                | Anne-Sophie de Danemark                | Anne-Sophie de Danemark                | Anne-Sophie de Danemark                | Anne-Sophie de Danemark                |  |  | Jean-Georges III                                      | Jean-Georges III                                      | Jean-Georges III                                      | Jean-Georges III                                      | Jean-Georges III                                      | Jean-Georges III                                      |  |  |                                                                         |                                                                         |                                                                         |                                                                         |                                                                         |                                                                         |  |  |                                                                 |                                                                 |                                                                 |                                                                 |                                                                 |                                                                 |  |  |                                                           |                                                           |                                                           |                                                           |                                                           |                                                           |  |  |                   |                   |                   |                   |                   |                   |  |  |
|                                        |                                        |                                        |                                        |                                        |                                        |  |  |                                                       |                                                       |                                                       |                                                       |                                                       |                                                       |  |  |                                                                         |                                                                         |                                                                         |                                                                         |                                                                         |                                                                         |  |  |                                                                 |                                                                 |                                                                 |                                                                 |                                                                 |                                                                 |  |  |                                                           |                                                           |                                                           |                                                           |                                                           |                                                           |  |  |                   |                   |                   |                   |                   |                   |  |  |
|                                        |                                        |                                        |                                        |                                        |                                        |  |  |                                                       |                                                       |                                                       |                                                       |                                                       |                                                       |  |  |                                                                         |                                                                         |                                                                         |                                                                         |                                                                         |                                                                         |  |  |                                                                 |                                                                 |                                                                 |                                                                 |                                                                 |                                                                 |  |  |                                                           |                                                           |                                                           |                                                           |                                                           |                                                           |  |  |                   |                   |                   |                   |                   |                   |  |  |
| Eberhardine de Brandebourg-Bayreuth    | Eberhardine de Brandebourg-Bayreuth    | Eberhardine de Brandebourg-Bayreuth    | Eberhardine de Brandebourg-Bayreuth    | Eberhardine de Brandebourg-Bayreuth    | Eberhardine de Brandebourg-Bayreuth    |  |  | Frédéric-Auguste Ier ( Auguste II de Pologne)         | Frédéric-Auguste Ier ( Auguste II de Pologne)         | Frédéric-Auguste Ier ( Auguste II de Pologne)         | Frédéric-Auguste Ier ( Auguste II de Pologne)         | Frédéric-Auguste Ier ( Auguste II de Pologne)         | Frédéric-Auguste Ier ( Auguste II de Pologne)         |  |  | Jean-Georges IV                                                         | Jean-Georges IV                                                         | Jean-Georges IV                                                         | Jean-Georges IV                                                         | Jean-Georges IV                                                         | Jean-Georges IV                                                         |  |  | Éléonore-Erdmuthe de Saxe-Eisenach                              | Éléonore-Erdmuthe de Saxe-Eisenach                              | Éléonore-Erdmuthe de Saxe-Eisenach                              | Éléonore-Erdmuthe de Saxe-Eisenach                              | Éléonore-Erdmuthe de Saxe-Eisenach                              | Éléonore-Erdmuthe de Saxe-Eisenach                              |  |  |                                                           |                                                           |                                                           |                                                           |                                                           |                                                           |  |  |                   |                   |                   |                   |                   |                   |  |  |
| Eberhardine de Brandebourg-Bayreuth    | Eberhardine de Brandebourg-Bayreuth    | Eberhardine de Brandebourg-Bayreuth    | Eberhardine de Brandebourg-Bayreuth    | Eberhardine de Brandebourg-Bayreuth    | Eberhardine de Brandebourg-Bayreuth    |  |  | Frédéric-Auguste Ier ( Auguste II de Pologne)         | Frédéric-Auguste Ier ( Auguste II de Pologne)         | Frédéric-Auguste Ier ( Auguste II de Pologne)         | Frédéric-Auguste Ier ( Auguste II de Pologne)         | Frédéric-Auguste Ier ( Auguste II de Pologne)         | Frédéric-Auguste Ier ( Auguste II de Pologne)         |  |  | Jean-Georges IV                                                         | Jean-Georges IV                                                         | Jean-Georges IV                                                         | Jean-Georges IV                                                         | Jean-Georges IV                                                         | Jean-Georges IV                                                         |  |  | Éléonore-Erdmuthe de Saxe-Eisenach                              | Éléonore-Erdmuthe de Saxe-Eisenach                              | Éléonore-Erdmuthe de Saxe-Eisenach                              | Éléonore-Erdmuthe de Saxe-Eisenach                              | Éléonore-Erdmuthe de Saxe-Eisenach                              | Éléonore-Erdmuthe de Saxe-Eisenach                              |  |  |                                                           |                                                           |                                                           |                                                           |                                                           |                                                           |  |  |                   |                   |                   |                   |                   |                   |  |  |
|                                        |                                        |                                        |                                        |                                        |                                        |  |  |                                                       |                                                       |                                                       |                                                       |                                                       |                                                       |  |  |                                                                         |                                                                         |                                                                         |                                                                         |                                                                         |                                                                         |  |  |                                                                 |                                                                 |                                                                 |                                                                 |                                                                 |                                                                 |  |  |                                                           |                                                           |                                                           |                                                           |                                                           |                                                           |  |  |                   |                   |                   |                   |                   |                   |  |  |
|                                        |                                        |                                        |                                        |                                        |                                        |  |  |                                                       |                                                       |                                                       |                                                       |                                                       |                                                       |  |  |                                                                         |                                                                         |                                                                         |                                                                         |                                                                         |                                                                         |  |  |                                                                 |                                                                 |                                                                 |                                                                 |                                                                 |                                                                 |  |  |                                                           |                                                           |                                                           |                                                           |                                                           |                                                           |  |  |                   |                   |                   |                   |                   |                   |  |  |
| Marie-Josèphe d'Autriche               | Marie-Josèphe d'Autriche               | Marie-Josèphe d'Autriche               | Marie-Josèphe d'Autriche               | Marie-Josèphe d'Autriche               | Marie-Josèphe d'Autriche               |  |  | Frédéric-Auguste II (puis Auguste III roi de Pologne) | Frédéric-Auguste II (puis Auguste III roi de Pologne) | Frédéric-Auguste II (puis Auguste III roi de Pologne) | Frédéric-Auguste II (puis Auguste III roi de Pologne) | Frédéric-Auguste II (puis Auguste III roi de Pologne) | Frédéric-Auguste II (puis Auguste III roi de Pologne) |  |  |                                                                         |                                                                         |                                                                         |                                                                         |                                                                         |                                                                         |  |  |                                                                 |                                                                 |                                                                 |                                                                 |                                                                 |                                                                 |  |  |                                                           |                                                           |                                                           |                                                           |                                                           |                                                           |  |  |                   |                   |                   |                   |                   |                   |  |  |
| Marie-Josèphe d'Autriche               | Marie-Josèphe d'Autriche               | Marie-Josèphe d'Autriche               | Marie-Josèphe d'Autriche               | Marie-Josèphe d'Autriche               | Marie-Josèphe d'Autriche               |  |  | Frédéric-Auguste II (puis Auguste III roi de Pologne) | Frédéric-Auguste II (puis Auguste III roi de Pologne) | Frédéric-Auguste II (puis Auguste III roi de Pologne) | Frédéric-Auguste II (puis Auguste III roi de Pologne) | Frédéric-Auguste II (puis Auguste III roi de Pologne) | Frédéric-Auguste II (puis Auguste III roi de Pologne) |  |  |                                                                         |                                                                         |                                                                         |                                                                         |                                                                         |                                                                         |  |  |                                                                 |                                                                 |                                                                 |                                                                 |                                                                 |                                                                 |  |  |                                                           |                                                           |                                                           |                                                           |                                                           |                                                           |  |  |                   |                   |                   |                   |                   |                   |  |  |
|                                        |                                        |                                        |                                        |                                        |                                        |  |  |                                                       |                                                       |                                                       |                                                       |                                                       |                                                       |  |  |                                                                         |                                                                         |                                                                         |                                                                         |                                                                         |                                                                         |  |  |                                                                 |                                                                 |                                                                 |                                                                 |                                                                 |                                                                 |  |  |                                                           |                                                           |                                                           |                                                           |                                                           |                                                           |  |  |                   |                   |                   |                   |                   |                   |  |  |
|                                        |                                        |                                        |                                        |                                        |                                        |  |  |                                                       |                                                       |                                                       |                                                       |                                                       |                                                       |  |  |                                                                         |                                                                         |                                                                         |                                                                         |                                                                         |                                                                         |  |  |                                                                 |                                                                 |                                                                 |                                                                 |                                                                 |                                                                 |  |  |                                                           |                                                           |                                                           |                                                           |                                                           |                                                           |  |  |                   |                   |                   |                   |                   |                   |  |  |
| Marie-Antoinette de Bavière            | Marie-Antoinette de Bavière            | Marie-Antoinette de Bavière            | Marie-Antoinette de Bavière            | Marie-Antoinette de Bavière            | Marie-Antoinette de Bavière            |  |  | Frédéric Christian                                    | Frédéric Christian                                    | Frédéric Christian                                    | Frédéric Christian                                    | Frédéric Christian                                    | Frédéric Christian                                    |  |  |                                                                         |                                                                         |                                                                         |                                                                         |                                                                         |                                                                         |  |  |                                                                 |                                                                 |                                                                 |                                                                 |                                                                 |                                                                 |  |  |                                                           |                                                           |                                                           |                                                           |                                                           |                                                           |  |  |                   |                   |                   |                   |                   |                   |  |  |
| Marie-Antoinette de Bavière            | Marie-Antoinette de Bavière            | Marie-Antoinette de Bavière            | Marie-Antoinette de Bavière            | Marie-Antoinette de Bavière            | Marie-Antoinette de Bavière            |  |  | Frédéric Christian                                    | Frédéric Christian                                    | Frédéric Christian                                    | Frédéric Christian                                    | Frédéric Christian                                    | Frédéric Christian                                    |  |  |                                                                         |                                                                         |                                                                         |                                                                         |                                                                         |                                                                         |  |  |                                                                 |                                                                 |                                                                 |                                                                 |                                                                 |                                                                 |  |  |                                                           |                                                           |                                                           |                                                           |                                                           |                                                           |  |  |                   |                   |                   |                   |                   |                   |  |  |
|                                        |                                        |                                        |                                        |                                        |                                        |  |  |                                                       |                                                       |                                                       |                                                       |                                                       |                                                       |  |  |                                                                         |                                                                         |                                                                         |                                                                         |                                                                         |                                                                         |  |  |                                                                 |                                                                 |                                                                 |                                                                 |                                                                 |                                                                 |  |  |                                                           |                                                           |                                                           |                                                           |                                                           |                                                           |  |  |                   |                   |                   |                   |                   |                   |  |  |
|                                        |                                        |                                        |                                        |                                        |                                        |  |  |                                                       |                                                       |                                                       |                                                       |                                                       |                                                       |  |  |                                                                         |                                                                         |                                                                         |                                                                         |                                                                         |                                                                         |  |  |                                                                 |                                                                 |                                                                 |                                                                 |                                                                 |                                                                 |  |  |                                                           |                                                           |                                                           |                                                           |                                                           |                                                           |  |  |                   |                   |                   |                   |                   |                   |  |  |
| Caroline de Bourbon-Parme              | Caroline de Bourbon-Parme              | Caroline de Bourbon-Parme              | Caroline de Bourbon-Parme              | Caroline de Bourbon-Parme              | Caroline de Bourbon-Parme              |  |  | Maximilien (renonce au trône en 1830)                 | Maximilien (renonce au trône en 1830)                 | Maximilien (renonce au trône en 1830)                 | Maximilien (renonce au trône en 1830)                 | Maximilien (renonce au trône en 1830)                 | Maximilien (renonce au trône en 1830)                 |  |  | Frédéric-Auguste Ier (à partir de 1806 Frédéric-Auguste Ie roi de Saxe) | Frédéric-Auguste Ier (à partir de 1806 Frédéric-Auguste Ie roi de Saxe) | Frédéric-Auguste Ier (à partir de 1806 Frédéric-Auguste Ie roi de Saxe) | Frédéric-Auguste Ier (à partir de 1806 Frédéric-Auguste Ie roi de Saxe) | Frédéric-Auguste Ier (à partir de 1806 Frédéric-Auguste Ie roi de Saxe) | Frédéric-Auguste Ier (à partir de 1806 Frédéric-Auguste Ie roi de Saxe) |  |  | Antoine                                                         | Antoine                                                         | Antoine                                                         | Antoine                                                         | Antoine                                                         | Antoine                                                         |  |  |                                                           |                                                           |                                                           |                                                           |                                                           |                                                           |  |  |                   |                   |                   |                   |                   |                   |  |  |
| Caroline de Bourbon-Parme              | Caroline de Bourbon-Parme              | Caroline de Bourbon-Parme              | Caroline de Bourbon-Parme              | Caroline de Bourbon-Parme              | Caroline de Bourbon-Parme              |  |  | Maximilien (renonce au trône en 1830)                 | Maximilien (renonce au trône en 1830)                 | Maximilien (renonce au trône en 1830)                 | Maximilien (renonce au trône en 1830)                 | Maximilien (renonce au trône en 1830)                 | Maximilien (renonce au trône en 1830)                 |  |  | Frédéric-Auguste Ier (à partir de 1806 Frédéric-Auguste Ie roi de Saxe) | Frédéric-Auguste Ier (à partir de 1806 Frédéric-Auguste Ie roi de Saxe) | Frédéric-Auguste Ier (à partir de 1806 Frédéric-Auguste Ie roi de Saxe) | Frédéric-Auguste Ier (à partir de 1806 Frédéric-Auguste Ie roi de Saxe) | Frédéric-Auguste Ier (à partir de 1806 Frédéric-Auguste Ie roi de Saxe) | Frédéric-Auguste Ier (à partir de 1806 Frédéric-Auguste Ie roi de Saxe) |  |  | Antoine                                                         | Antoine                                                         | Antoine                                                         | Antoine                                                         | Antoine                                                         | Antoine                                                         |  |  |                                                           |                                                           |                                                           |                                                           |                                                           |                                                           |  |  |                   |                   |                   |                   |                   |                   |  |  |
|                                        |                                        |                                        |                                        |                                        |                                        |  |  |                                                       |                                                       |                                                       |                                                       |                                                       |                                                       |  |  |                                                                         |                                                                         |                                                                         |                                                                         |                                                                         |                                                                         |  |  |                                                                 |                                                                 |                                                                 |                                                                 |                                                                 |                                                                 |  |  |                                                           |                                                           |                                                           |                                                           |                                                           |                                                           |  |  |                   |                   |                   |                   |                   |                   |  |  |
|                                        |                                        |                                        |                                        |                                        |                                        |  |  |                                                       |                                                       |                                                       |                                                       |                                                       |                                                       |  |  |                                                                         |                                                                         |                                                                         |                                                                         |                                                                         |                                                                         |  |  |                                                                 |                                                                 |                                                                 |                                                                 |                                                                 |                                                                 |  |  |                                                           |                                                           |                                                           |                                                           |                                                           |                                                           |  |  |                   |                   |                   |                   |                   |                   |  |  |
| Amélie de Bavière                      | Amélie de Bavière                      | Amélie de Bavière                      | Amélie de Bavière                      | Amélie de Bavière                      | Amélie de Bavière                      |  |  | Jean Ier                                              | Jean Ier                                              | Jean Ier                                              | Jean Ier                                              | Jean Ier                                              | Jean Ier                                              |  |  | Frédéric-Auguste II                                                     | Frédéric-Auguste II                                                     | Frédéric-Auguste II                                                     | Frédéric-Auguste II                                                     | Frédéric-Auguste II                                                     | Frédéric-Auguste II                                                     |  |  |                                                                 |                                                                 |                                                                 |                                                                 |                                                                 |                                                                 |  |  |                                                           |                                                           |                                                           |                                                           |                                                           |                                                           |  |  |                   |                   |                   |                   |                   |                   |  |  |
| Amélie de Bavière                      | Amélie de Bavière                      | Amélie de Bavière                      | Amélie de Bavière                      | Amélie de Bavière                      | Amélie de Bavière                      |  |  | Jean Ier                                              | Jean Ier                                              | Jean Ier                                              | Jean Ier                                              | Jean Ier                                              | Jean Ier                                              |  |  | Frédéric-Auguste II                                                     | Frédéric-Auguste II                                                     | Frédéric-Auguste II                                                     | Frédéric-Auguste II                                                     | Frédéric-Auguste II                                                     | Frédéric-Auguste II                                                     |  |  |                                                                 |                                                                 |                                                                 |                                                                 |                                                                 |                                                                 |  |  |                                                           |                                                           |                                                           |                                                           |                                                           |                                                           |  |  |                   |                   |                   |                   |                   |                   |  |  |
|                                        |                                        |                                        |                                        |                                        |                                        |  |  |                                                       |                                                       |                                                       |                                                       |                                                       |                                                       |  |  |                                                                         |                                                                         |                                                                         |                                                                         |                                                                         |                                                                         |  |  |                                                                 |                                                                 |                                                                 |                                                                 |                                                                 |                                                                 |  |  |                                                           |                                                           |                                                           |                                                           |                                                           |                                                           |  |  |                   |                   |                   |                   |                   |                   |  |  |
|                                        |                                        |                                        |                                        |                                        |                                        |  |  |                                                       |                                                       |                                                       |                                                       |                                                       |                                                       |  |  |                                                                         |                                                                         |                                                                         |                                                                         |                                                                         |                                                                         |  |  |                                                                 |                                                                 |                                                                 |                                                                 |                                                                 |                                                                 |  |  |                                                           |                                                           |                                                           |                                                           |                                                           |                                                           |  |  |                   |                   |                   |                   |                   |                   |  |  |
| Marie-Anne de Portugal                 | Marie-Anne de Portugal                 | Marie-Anne de Portugal                 | Marie-Anne de Portugal                 | Marie-Anne de Portugal                 | Marie-Anne de Portugal                 |  |  | Georges Ier                                           | Georges Ier                                           | Georges Ier                                           | Georges Ier                                           | Georges Ier                                           | Georges Ier                                           |  |  | Albert de Saxe                                                          | Albert de Saxe                                                          | Albert de Saxe                                                          | Albert de Saxe                                                          | Albert de Saxe                                                          | Albert de Saxe                                                          |  |  |                                                                 |                                                                 |                                                                 |                                                                 |                                                                 |                                                                 |  |  |                                                           |                                                           |                                                           |                                                           |                                                           |                                                           |  |  |                   |                   |                   |                   |                   |                   |  |  |
| Marie-Anne de Portugal                 | Marie-Anne de Portugal                 | Marie-Anne de Portugal                 | Marie-Anne de Portugal                 | Marie-Anne de Portugal                 | Marie-Anne de Portugal                 |  |  | Georges Ier                                           | Georges Ier                                           | Georges Ier                                           | Georges Ier                                           | Georges Ier                                           | Georges Ier                                           |  |  | Albert de Saxe                                                          | Albert de Saxe                                                          | Albert de Saxe                                                          | Albert de Saxe                                                          | Albert de Saxe                                                          | Albert de Saxe                                                          |  |  |                                                                 |                                                                 |                                                                 |                                                                 |                                                                 |                                                                 |  |  |                                                           |                                                           |                                                           |                                                           |                                                           |                                                           |  |  |                   |                   |                   |                   |                   |                   |  |  |
|                                        |                                        |                                        |                                        |                                        |                                        |  |  |                                                       |                                                       |                                                       |                                                       |                                                       |                                                       |  |  |                                                                         |                                                                         |                                                                         |                                                                         |                                                                         |                                                                         |  |  |                                                                 |                                                                 |                                                                 |                                                                 |                                                                 |                                                                 |  |  |                                                           |                                                           |                                                           |                                                           |                                                           |                                                           |  |  |                   |                   |                   |                   |                   |                   |  |  |
|                                        |                                        |                                        |                                        |                                        |                                        |  |  |                                                       |                                                       |                                                       |                                                       |                                                       |                                                       |  |  |                                                                         |                                                                         |                                                                         |                                                                         |                                                                         |                                                                         |  |  |                                                                 |                                                                 |                                                                 |                                                                 |                                                                 |                                                                 |  |  |                                                           |                                                           |                                                           |                                                           |                                                           |                                                           |  |  |                   |                   |                   |                   |                   |                   |  |  |
| Louise-Antoinette de Habsbourg-Toscane | Louise-Antoinette de Habsbourg-Toscane | Louise-Antoinette de Habsbourg-Toscane | Louise-Antoinette de Habsbourg-Toscane | Louise-Antoinette de Habsbourg-Toscane | Louise-Antoinette de Habsbourg-Toscane |  |  | Frédéric-Auguste III                                  | Frédéric-Auguste III                                  | Frédéric-Auguste III                                  | Frédéric-Auguste III                                  | Frédéric-Auguste III                                  | Frédéric-Auguste III                                  |  |  |                                                                         |                                                                         |                                                                         |                                                                         |                                                                         |                                                                         |  |  |                                                                 |                                                                 |                                                                 |                                                                 |                                                                 |                                                                 |  |  |                                                           |                                                           |                                                           |                                                           |                                                           |                                                           |  |  |                   |                   |                   |                   |                   |                   |  |  |
| Louise-Antoinette de Habsbourg-Toscane | Louise-Antoinette de Habsbourg-Toscane | Louise-Antoinette de Habsbourg-Toscane | Louise-Antoinette de Habsbourg-Toscane | Louise-Antoinette de Habsbourg-Toscane | Louise-Antoinette de Habsbourg-Toscane |  |  | Frédéric-Auguste III                                  | Frédéric-Auguste III                                  | Frédéric-Auguste III                                  | Frédéric-Auguste III                                  | Frédéric-Auguste III                                  | Frédéric-Auguste III                                  |  |  |                                                                         |                                                                         |                                                                         |                                                                         |                                                                         |                                                                         |  |  |                                                                 |                                                                 |                                                                 |                                                                 |                                                                 |                                                                 |  |  |                                                           |                                                           |                                                           |                                                           |                                                           |                                                           |  |  |                   |                   |                   |                   |                   |                   |  |  |
|                                        |                                        |                                        |                                        |                                        |                                        |  |  |                                                       |                                                       |                                                       |                                                       |                                                       |                                                       |  |  |                                                                         |                                                                         |                                                                         |                                                                         |                                                                         |                                                                         |  |  |                                                                 |                                                                 |                                                                 |                                                                 |                                                                 |                                                                 |  |  |                                                           |                                                           |                                                           |                                                           |                                                           |                                                           |  |  |                   |                   |                   |                   |                   |                   |  |  |
|                                        |                                        |                                        |                                        |                                        |                                        |  |  |                                                       |                                                       |                                                       |                                                       |                                                       |                                                       |  |  |                                                                         |                                                                         |                                                                         |                                                                         |                                                                         |                                                                         |  |  |                                                                 |                                                                 |                                                                 |                                                                 |                                                                 |                                                                 |  |  |                                                           |                                                           |                                                           |                                                           |                                                           |                                                           |  |  |                   |                   |                   |                   |                   |                   |  |  |
| Georges                                | Georges                                | Georges                                | Georges                                | Georges                                | Georges                                |  |  | Frédéric-Christian                                    | Frédéric-Christian                                    | Frédéric-Christian                                    | Frédéric-Christian                                    | Frédéric-Christian                                    | Frédéric-Christian                                    |  |  | Ernest-Henri                                                            | Ernest-Henri                                                            | Ernest-Henri                                                            | Ernest-Henri                                                            | Ernest-Henri                                                            | Ernest-Henri                                                            |  |  | Marguerite de Saxe                                              | Marguerite de Saxe                                              | Marguerite de Saxe                                              | Marguerite de Saxe                                              | Marguerite de Saxe                                              | Marguerite de Saxe                                              |  |  | Marie-Alice de Saxe                                       | Marie-Alice de Saxe                                       | Marie-Alice de Saxe                                       | Marie-Alice de Saxe                                       | Marie-Alice de Saxe                                       | Marie-Alice de Saxe                                       |  |  | Anne de Saxe      | Anne de Saxe      | Anne de Saxe      | Anne de Saxe      | Anne de Saxe      | Anne de Saxe      |  |  |

## Les châteaux de labranche albertine

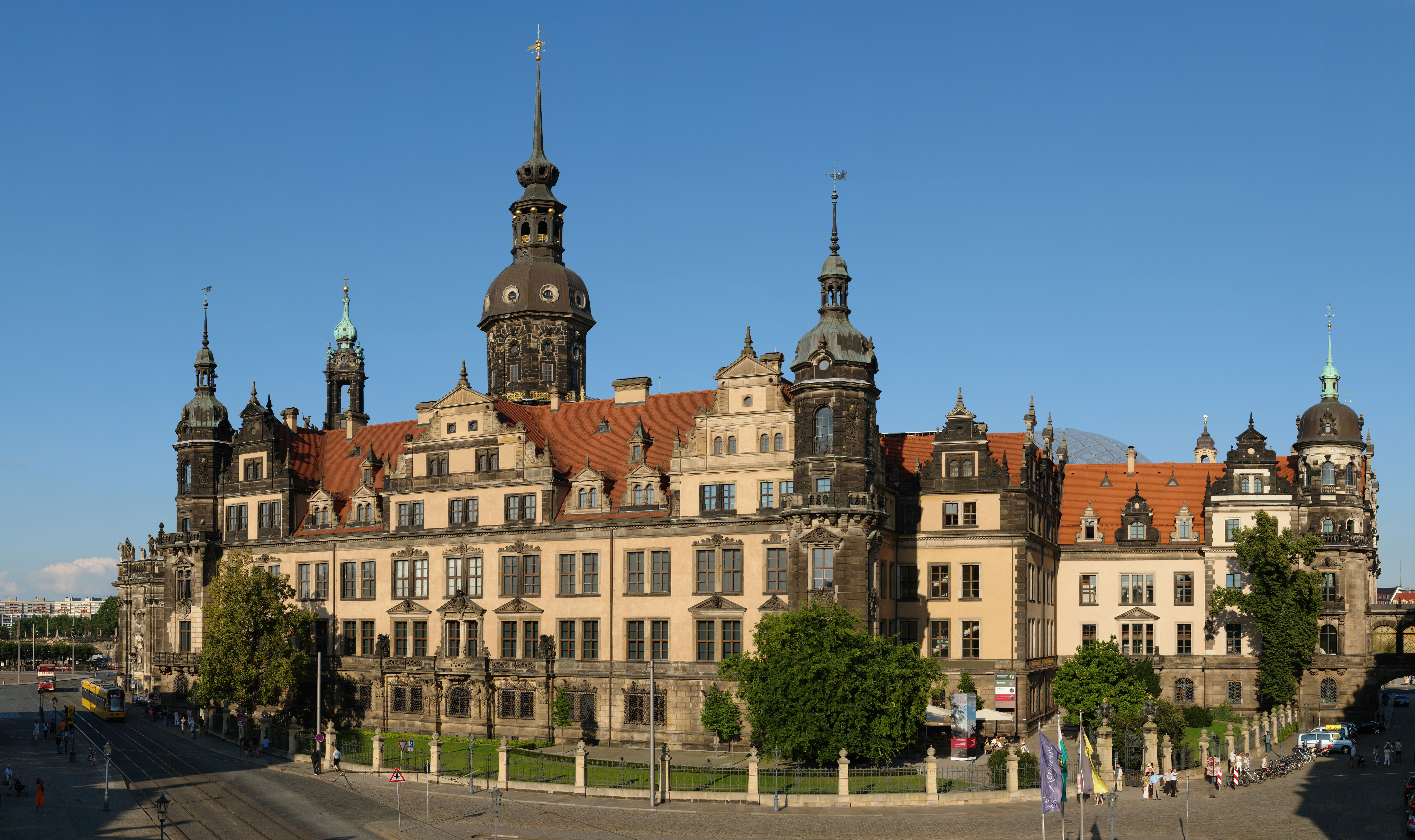
Château de la Résidence de Dresde
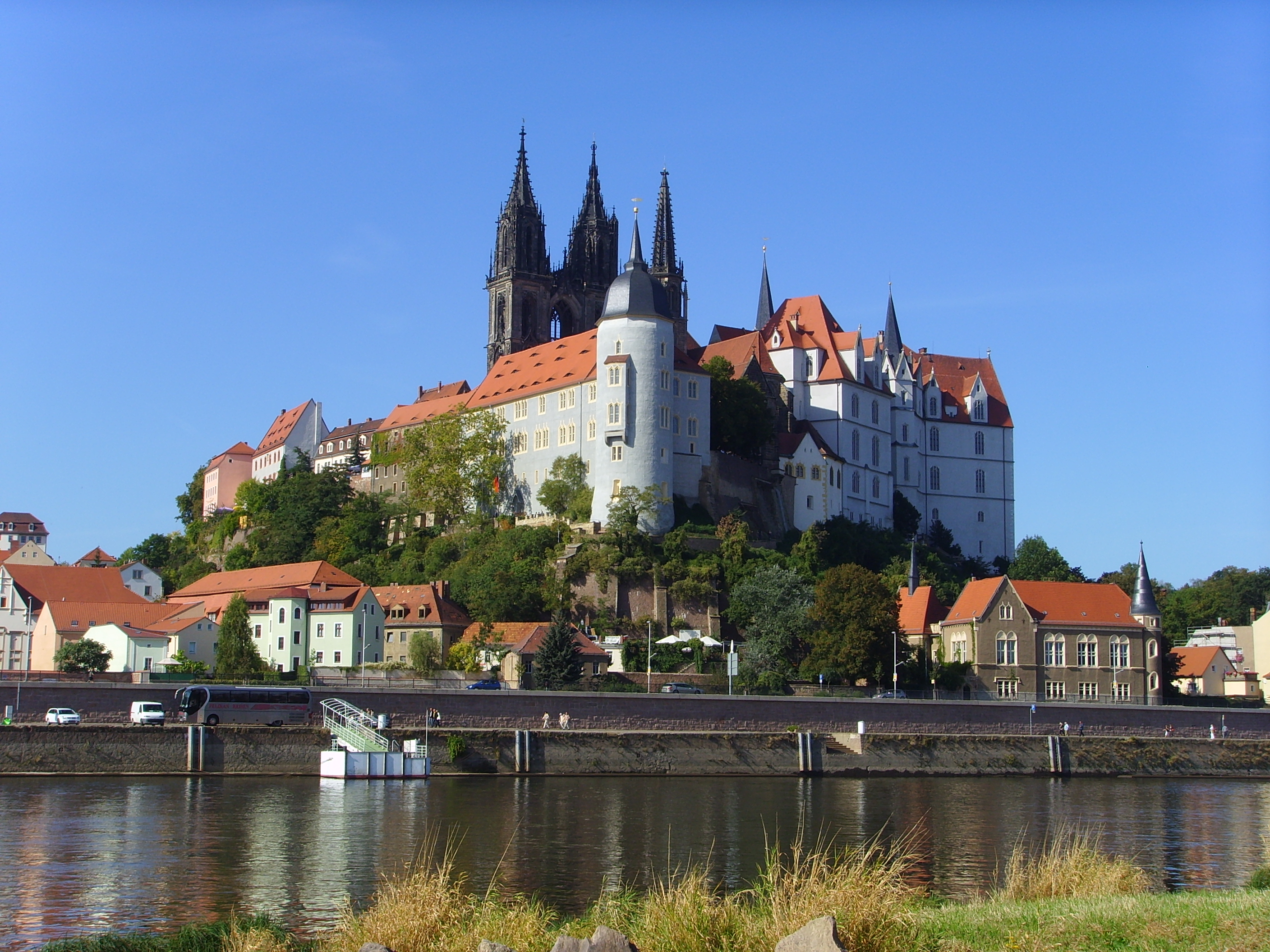
Albrechtsburg et la Cathédrale de Meissen
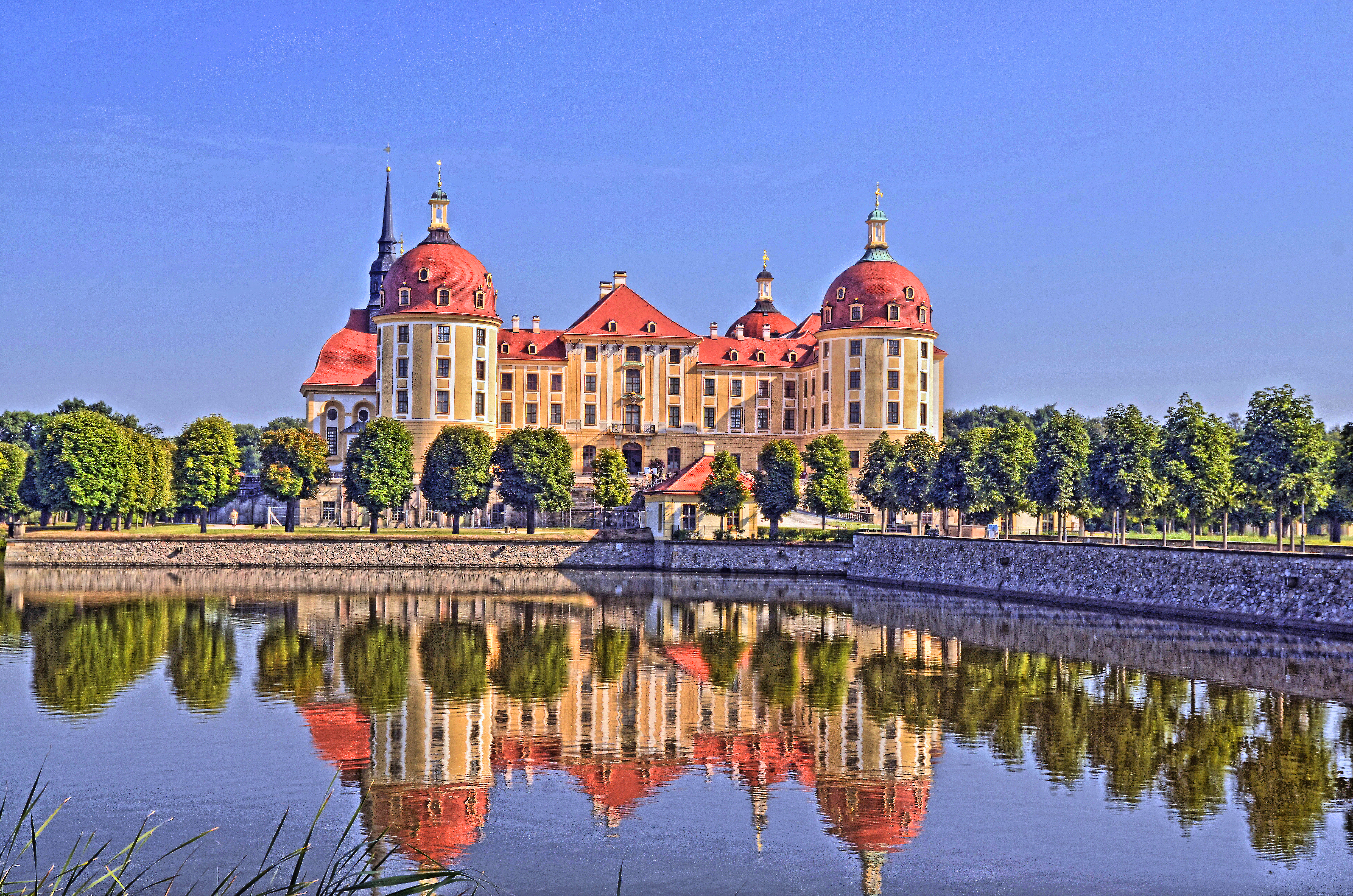
Château de Moritzburg
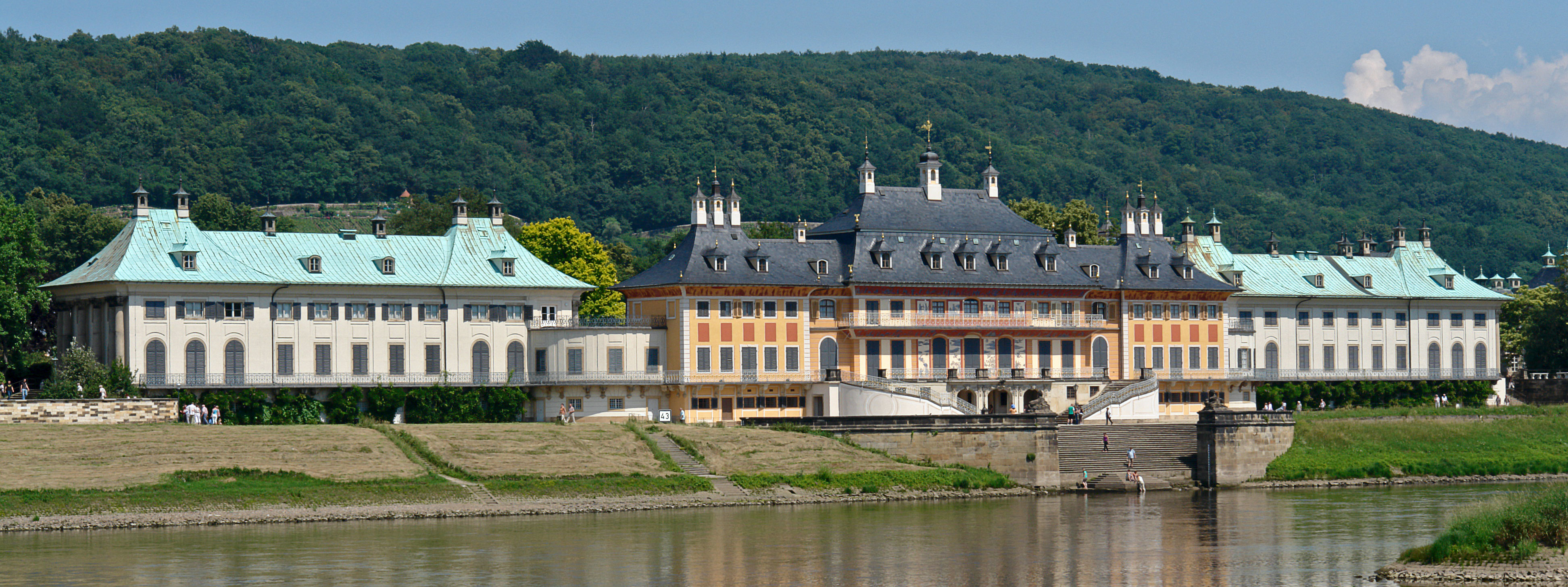
Château de Pillnitz
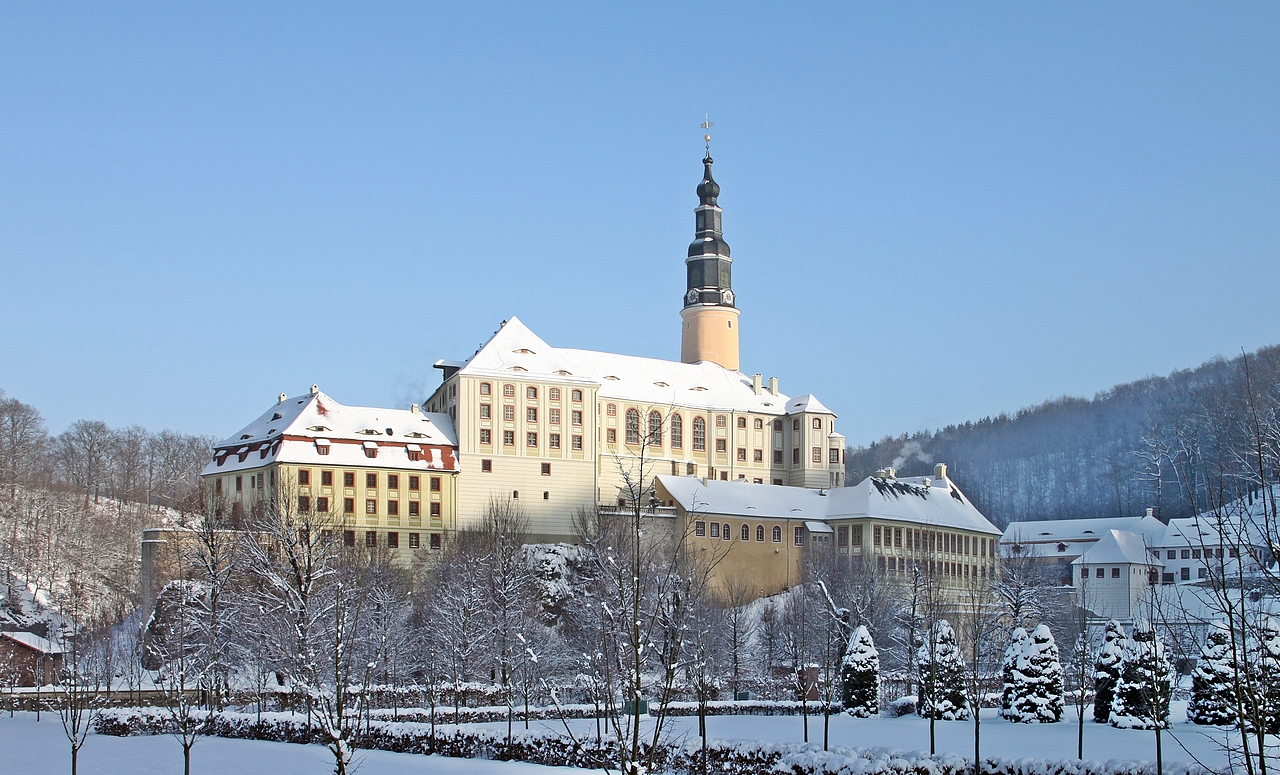
Château de Weesenstein à Müglitztal
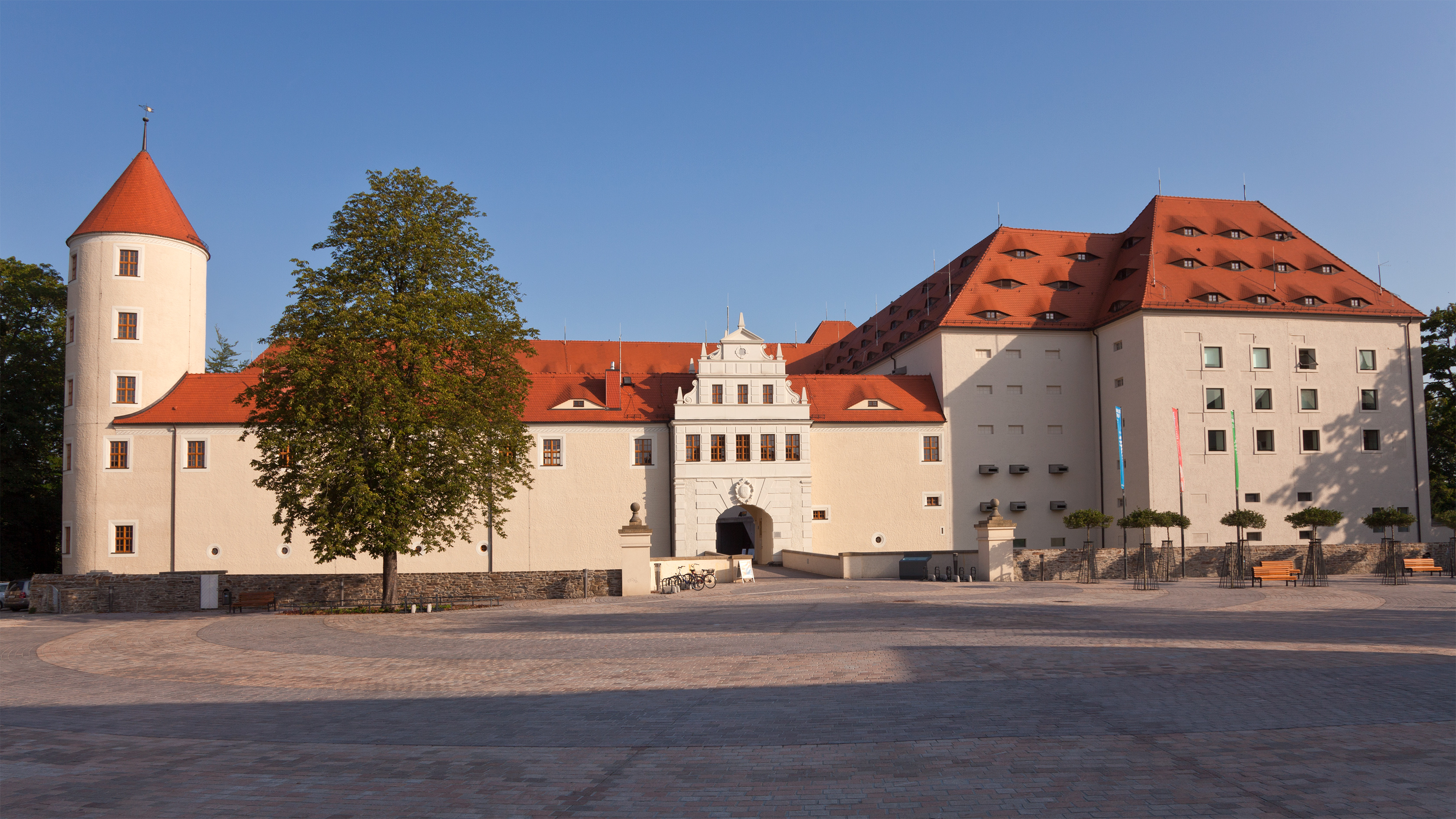
Château de Freudenstein à Freiberg
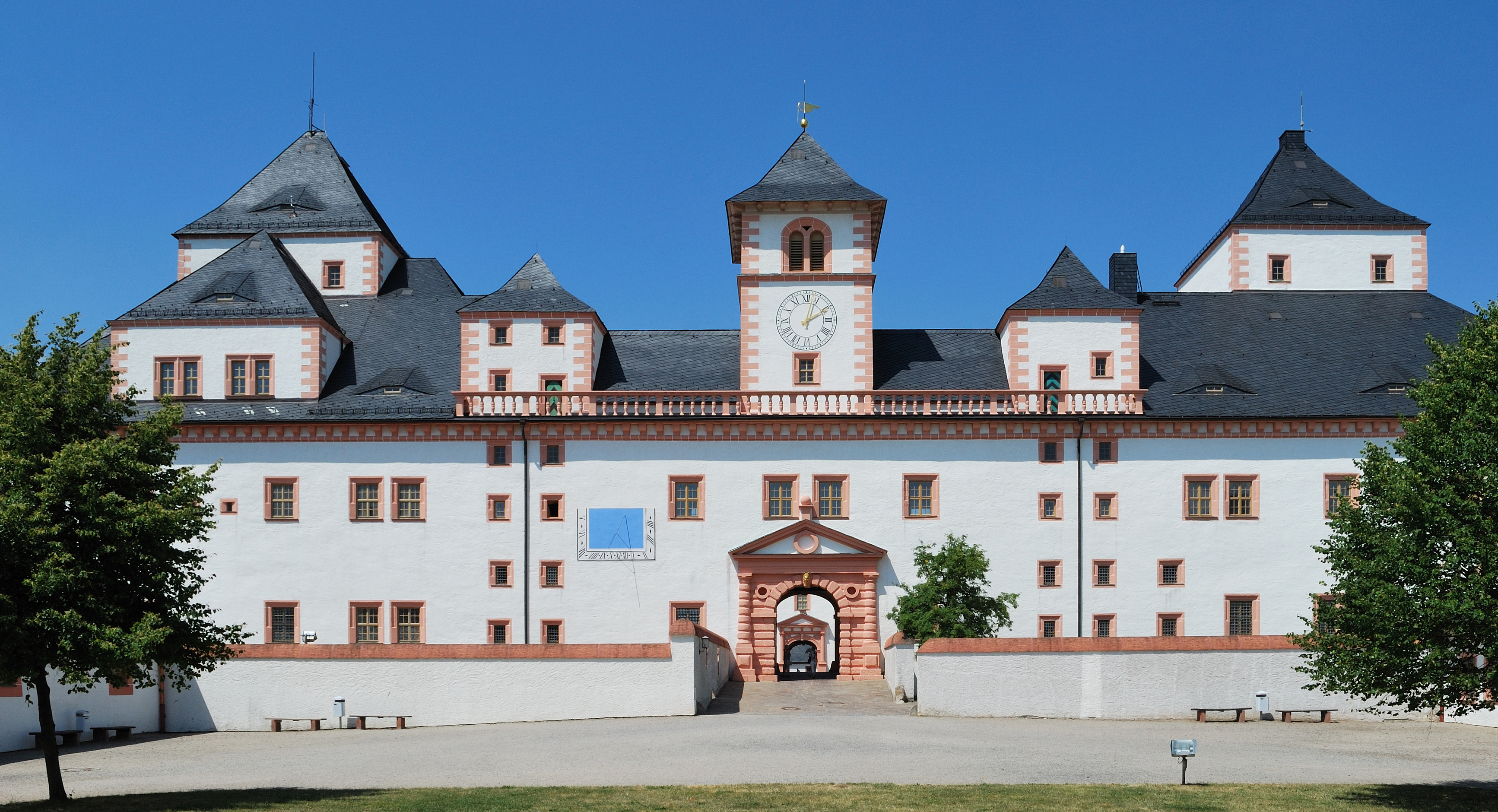
Château d'Augustusburg
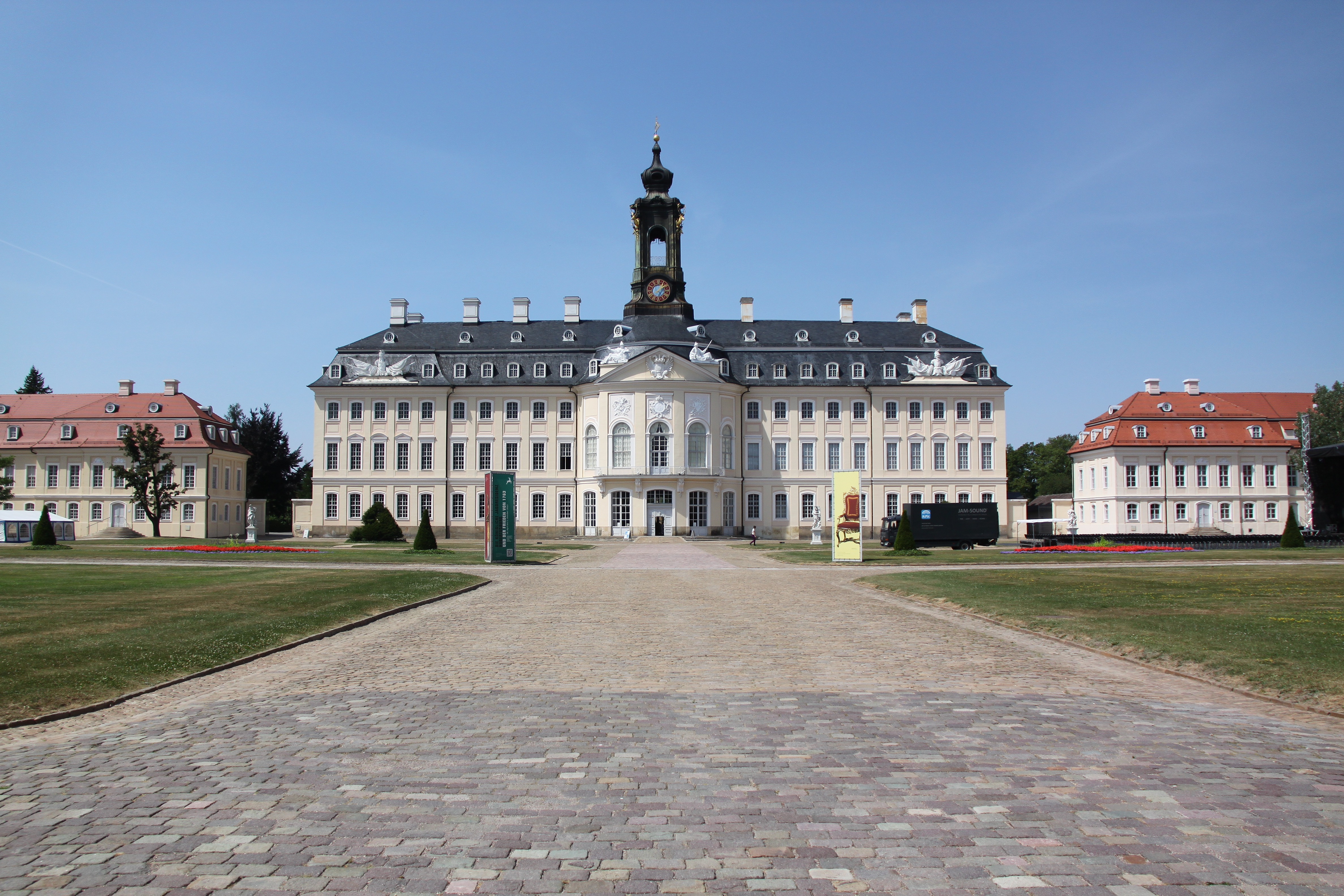
Château d'Hubertsbourg
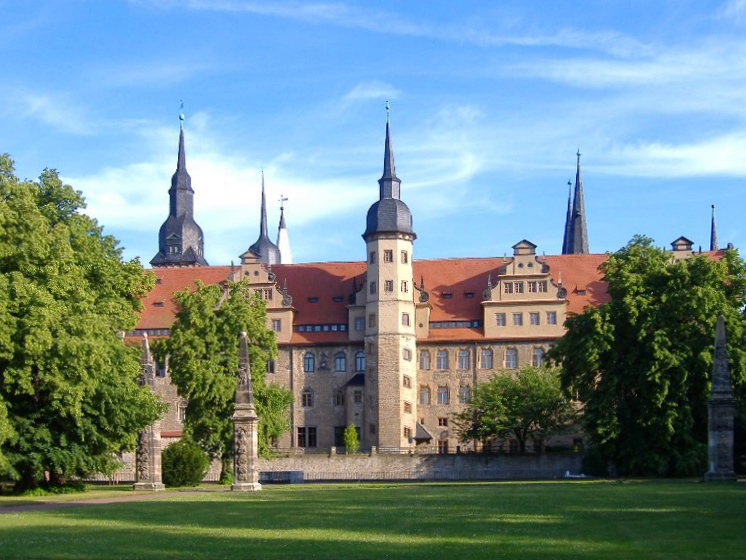
Château de Mersebourg
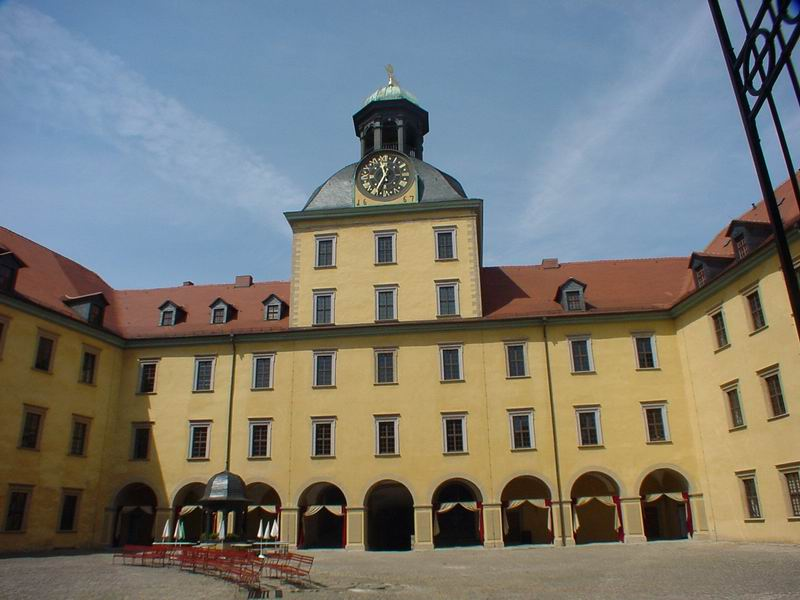
Château de Moritzburg à Zeitz
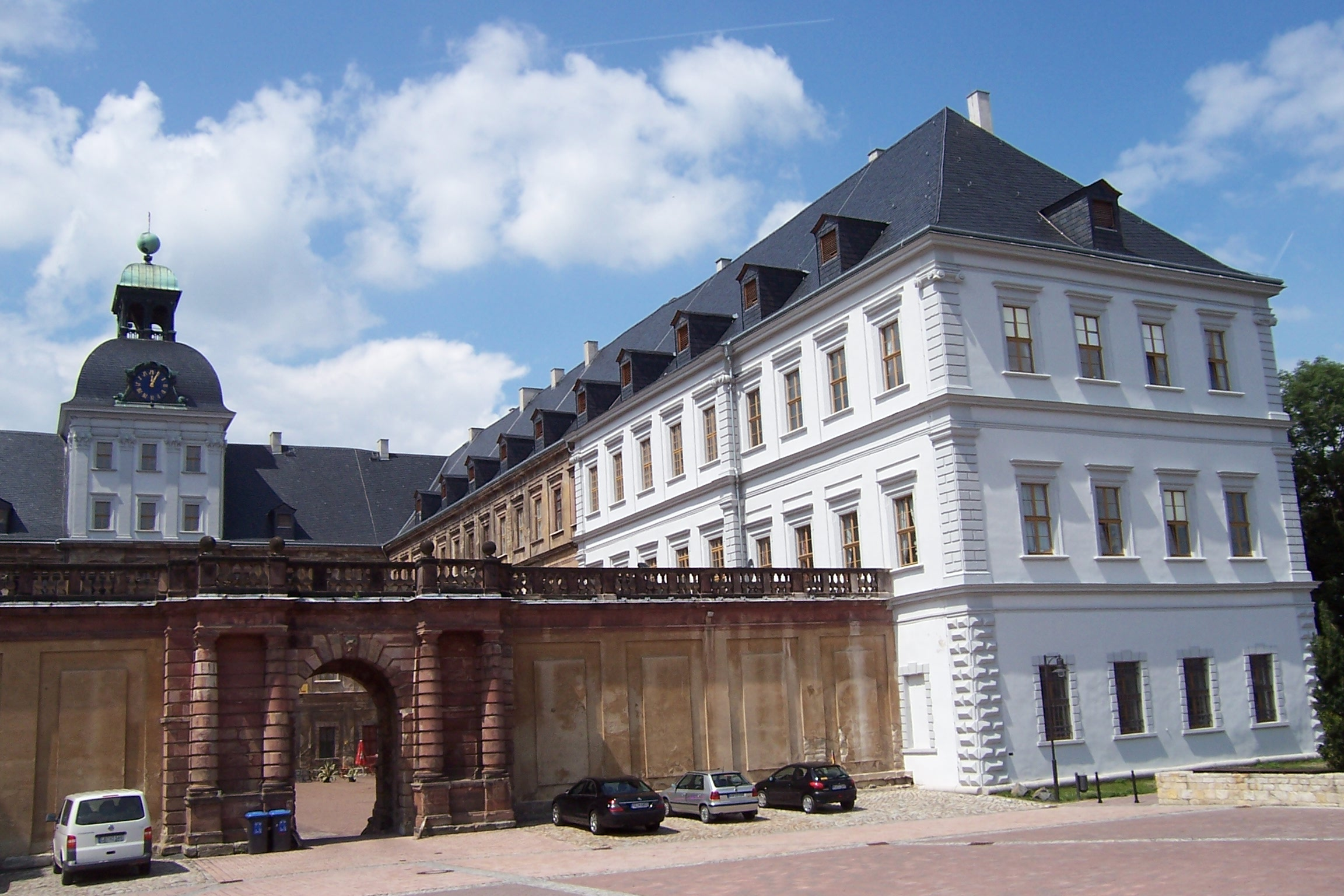
Château de la Novelle Augustusburg à Weißenfels
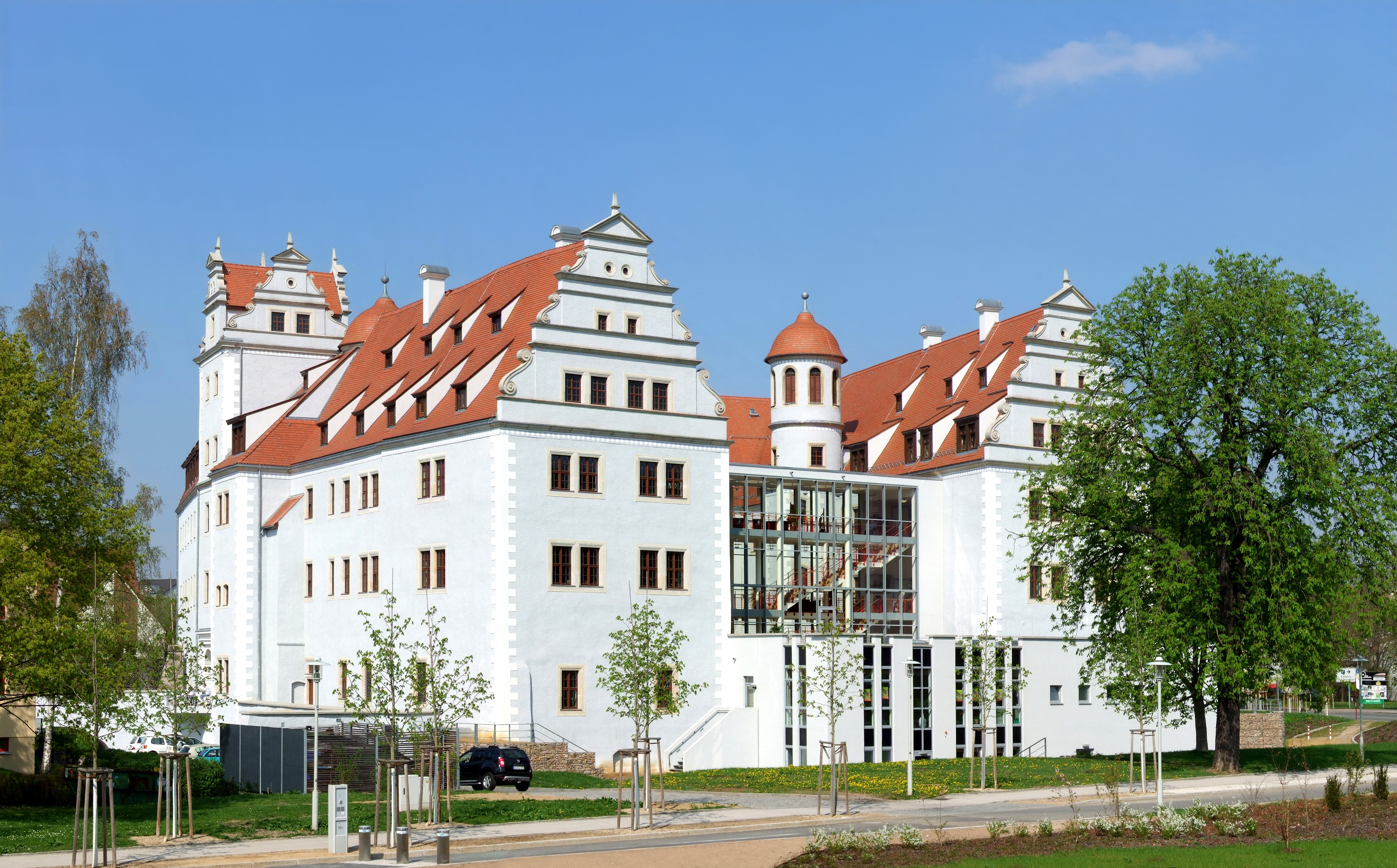
Château d'Osterstein à Zwickau

## Sources
- Dictionnaire Le petit larousse.
- Almanach du gotha
- http://www.genroy.fr